# Honorata Marcińczak
Honorata Michalina Marcińczak,  po mężu Mroczek (ur. 17 czerwca 1930 w Krakowie, zm. 30 lipca 2022 tamże) – polska gimnastyczka, olimpijka z Helsinek 1952.

## Życiorys
Finalistka mistrzostw świata w wieloboju drużynowym w 1950 w którym zajęła 5. miejsce i w 1954 w których zajęła 6. miejsce.
Na igrzyskach olimpijskich w 1952 r. zajęła:
- 8. miejsce w wieloboju drużynowym
- 51. miejsce w ćwiczeniach na poręczach
- 69. miejsce w wieloboju indywidualnym
- 76. miejsce w ćwiczeniach na równoważni
- 86. miejsce w skoku przez konia
- 93. miejsce w ćwiczeniach wolnych

Po zakończeniu kariery zawodniczej podjęła pracę trenera. Była również sędzią sportowym.